# التون، کانتی دورام
التون (به انگلیسی: Elton) یک روستا و محله مدنی در بریتانیا است که در Stockton-on-Tees واقع شده‌است.